# Luis García Montero
Luis García Montero (Granada, 4 de diciembre de 1958) es un poeta, crítico literario y ensayista español, catedrático de Literatura Española en la Universidad de Granada. Pertenece a la generación de los ochenta o postnovísimos dentro de la corriente denominada poesía de la experiencia. Desde 2018 es director del Instituto Cervantes.

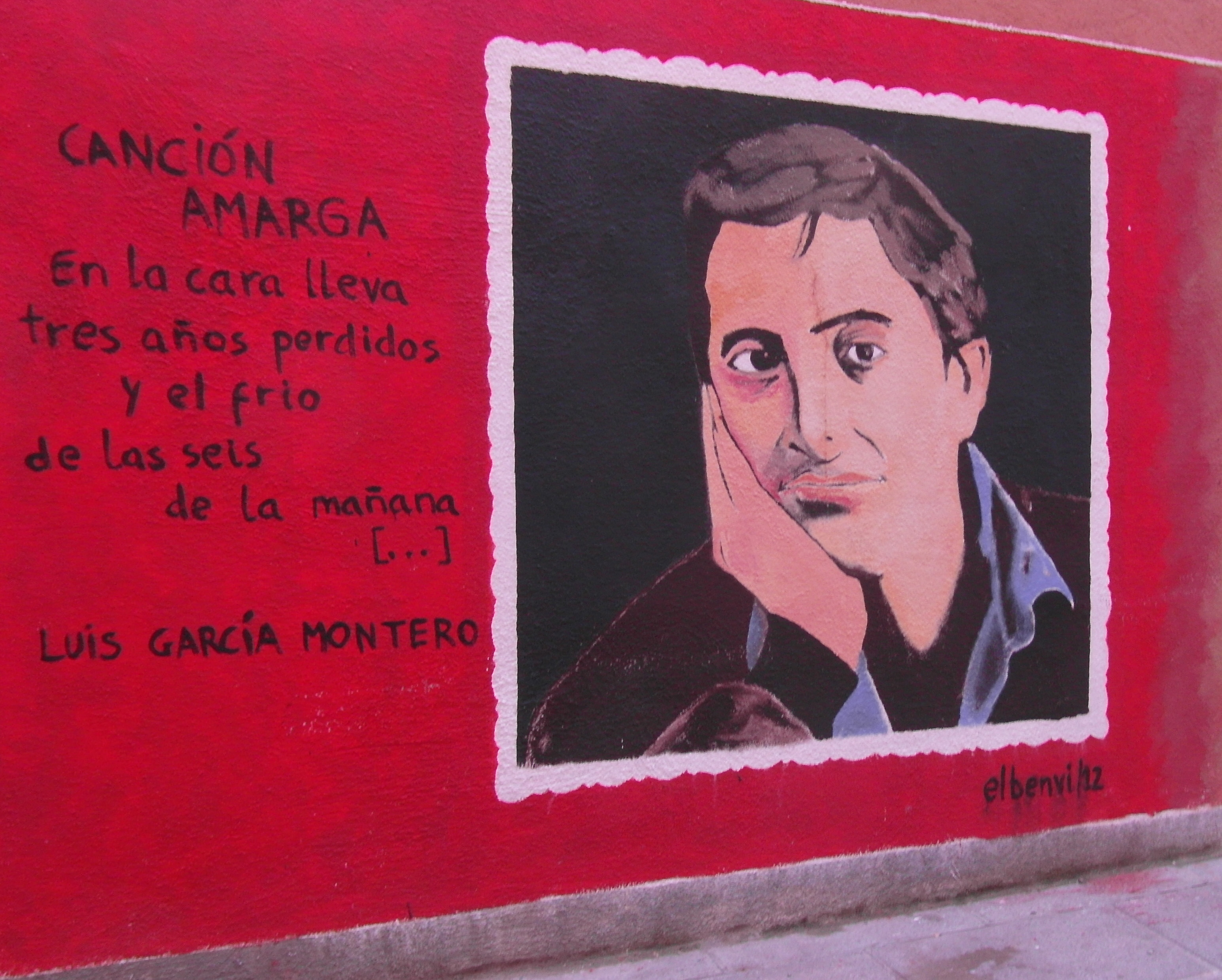
Mural de Luis García Montero,
obra del pintor Benvi Parrilla.

## Biografía
Luis García Montero nació en Granada en 1958, en una familia acomodada de clase media andaluza, hijo de Luis García López y Elisa Montero Peña. Cursó estudios en el colegio de los Escolapios y más tarde Filosofía y Letras en la Universidad de Granada, donde fue alumno de Juan Carlos Rodríguez Gómez, teórico de la literatura social. Se licenció en 1980 y se doctoró en 1985 con una tesis sobre Rafael Alberti, La norma y los estilos en la poesía de Rafael Alberti. Mantuvo una gran amistad con el mencionado poeta del 27, de cuya Poesía completa  preparó la edición.
Comenzó a trabajar como profesor asociado en la Universidad de Granada en 1981. Recibió el Premio Adonáis en 1982 por El jardín extranjero. Realizó su memoria de licenciatura en 1984 sobre El teatro medieval. Polémica de una inexistencia.
Se vinculó al grupo poético de "la otra sentimentalidad", corriente que en la poesía española contemporánea toma el nombre de su primer libro en conjunto, publicado en 1983, y en la que también participaron los poetas Javier Egea y Álvaro Salvador. La poética del grupo queda reflejada sobre todo en ese breve libro y en menor medida en el opúsculo Manifiesto albertista (1982) de Luis García Montero y Javier Egea. Su trayectoria personal se fue ampliando en lo que se fue conociendo más tarde como "poesía de la experiencia".
Ha editado las Rimas de Gustavo Adolfo Bécquer, entre otros trabajos teóricos. En 2002 fue elegido académico de la Academia de Buenas Letras de Granada. También ha cultivado el ensayo y es columnista de opinión. Entre los galardones poéticos que ha obtenido destacan el Premio Federico García Lorca, el Premio Loewe, el Premio Adonáis de poesía y el Premio Nacional de Poesía con el que fue galardonado en 1995, y el Premio Nacional de la Crítica en el 2003. En el año 2010 se le concedió en México el Premio Poetas del Mundo Latino por su trayectoria.
Desde muy joven militó en el PCE y desde su fundación en Izquierda Unida. En las Elecciones europeas de 2004 se presentó en la lista de la mencionada coalición. De cara a las elecciones generales de 2011 manifestó su apoyo a la candidatura de Izquierda Unida. En octubre de 2012 se anunció que pasaba a ocupar un cargo clave en Izquierda Abierta, un nuevo partido liderado por Gaspar Llamazares y Montse Muñoz que se encuentra integrado en Izquierda Unida.
Para las elecciones de 2015, Izquierda Unida le designó como su candidato para la presidencia de la Comunidad de Madrid, pero su campaña fracasa y la formación pierde sus 13 diputados en el parlamento autonómico.
En marzo de 2016 se estrenó en el Festival de Cine Español de Málaga la película documental Aunque tú no lo sepas. La poesía de Luis García Montero, producción de Charlie Arnaiz y Alberto Ortega en la que participaron TVE y Canal Sur. Se trata de un acercamiento a su vida y su obra a través de personalidades como los músicos Joaquín Sabina, Joan Manuel Serrat, Miguel Ríos, Quique González, Ismael Serrano y Nach, los escritores Almudena Grandes, Felipe Benítez Reyes y Benjamín Prado, la periodista Àngels Barceló o el actor Juan Diego Botto, entre otras muchas.
Desde 1994 hasta 2021 compartió su vida con la escritora Almudena Grandes. Enviudó en 2021. Tiene dos hijas.
Aprobado el 20 de julio de 2018 por el Consejo de Ministros su nombramiento como director del Instituto Cervantes, tomó posesión del cargo el 1 de agosto. En dicho puesto de libre designación percibe, a fecha de 2024, una cantidad bruta de 107.805€Retribuciones Instituto Cervantes 2024

## Polémicas
El 22 de octubre de 2008, Luis García Montero fue condenado por un caso de injurias contra José Antonio Fortes, profesor de la Universidad de Granada. En un artículo publicado en El País, el poeta granadino llamó "perturbado" al profesor Fortes por opinar que la poesía lorquiana había servido como caldo de cultivo ideológico para la poesía del fascismo. En otros escritos, Fortes había arremetido contra Francisco Ayala, Antonio Muñoz Molina, Joaquín Sabina, Gustavo Adolfo Bécquer y Rafael Alberti, tildándolos de escritores fascistas o vendidos al capitalismo. El juez Miguel Ángel Torres Segura—juez, entre otros, del caso Malaya de corrupción urbanística—condenó a Luis García Montero a pagar una multa de 1800€ y otros 3000€ al profesor Fortes por injurias graves con publicidad. El poeta se refirió a Fortes como "tonto indecente" y "perturbado", y en una reunión con otros miembros del Departamento le tildó de "hijo de puta" y "cabrón". Aunque agradeció las numerosas muestras de solidaridad institucionales y personales, García Montero anunció poco tiempo después la petición de excedencia del puesto de catedrático que tenía en la Universidad de Granada, en la que había ingresado como profesor en 1981. Renuncia que hizo efectiva un año después porque encontraba el ambiente del departamento universitario "irrespirable".
Otra polémica más se produjo en 2012, cuando el jurado del Premio de Poesía "Ciudad de Burgos", que presidía García Montero, fue criticado por los preseleccionadores de dicho premio por incluir a última hora en el concurso dos poemarios que habían sido rechazados en el proceso de preselección, uno de los cuales resultó finalmente ganador. Esta polémica apareció recogida en al menos tres periódicos españoles. Así, el Diario de Burgos titulaba "Una polémica decisión del jurado cuestiona la limpieza del Premio "Ciudad de Burgos" (27-10-2012) mientras que El Correo de Burgos decía: "La polémica se sirve en verso" (27-10-2012). También recogía la noticia El Ideal de Granada bajo el titular: "Polémica en el premio 'Ciudad de Burgos', otorgado al poeta granadino Daniel Rodríguez Moya" (28-10-2012).
En octubre de 2023, se produjo una nueva polémica. En esta ocasión, referida al enfrentamiento entre María Asunción Mateo, la viuda de Rafael Alberti, y el propio García Montero, que había recordado en un artículo que Alberti se había casado a los 88 años con Mateo, a la que le sacaba 42 años. Cansada del acoso que, según ella, dura dos décadas, Mateo escribió al Presidente en funciones, Pedro Sánchez, para denunciar el agravio sufrido el 31 de octubre, al no ser invitada a un acto en homenaje a la víctimas de la Guerra Civil y la Dictadura, acto en el que se reconoció la figura de Alberti, y al que fue invitada una sobrina del poeta gaditano, en lugar de su viuda. Este mismo hecho (la invitación de la sobrina en lugar de la viuda del poeta), había ocurrido en la Caja de las Letras del Instituto Cervantes, en la entrega del legado in memoriam de Alberti y María Teresa León.

## Obra
La «poesía de la experiencia» se caracteriza por la tendencia general a diluir el yo más personal en la experiencia colectiva, alejándose de la individualidad estilística y temática de los novísimos autores anteriores; García Montero y su grupo, sin embargo, trataron de relacionarse con la tradición poética anterior acogiéndose a los postulados de Luis Cernuda y Jaime Gil de Biedma y trataron de unir la estética de Antonio Machado y el pensamiento de la generación del 50, así como el Surrealismo y las imágenes impactantes de los poetas del Barroco español o de Juan Ramón Jiménez.[cita requerida]
La característica más destacable de Luis García Montero es el narrativismo histórico-biográfico de sus poemas, de una estructura casi teatral o novelística con un personaje o protagonista que cuenta o vive su historia a través de la memoria, del recuerdo o del deseo.[cita requerida]
Su poesía se caracteriza por un lenguaje coloquial y por la reflexión a partir de acontecimientos o situaciones cotidianas.[cita requerida]
Poemarios originales
- Y ahora ya eres dueño del Puente de Brooklyn, Granada, Universidad (colección Zumaya), 1980, Premio Federico García Lorca.
- El jardín extranjero, Madrid, Rialp, 1983, Premio Adonáis;... Poemas de Tristia, Madrid, Hiperión, 1989.
- Rimado de ciudad, Ayuntamiento de Granada, 1983.
- Égloga de dos rascacielos, Granada, Romper el Cerco, 1984; 2.ª ed.: Madrid, Hiperión, 1989.
- En pie de paz, Granada, Ediciones del Comité de Solidaridad con Centroamérica, 1985.
- Diario cómplice, Madrid, Hiperión, 1987.
- Las flores del frío, Madrid, Hiperión, 1990.
- Habitaciones separadas, Madrid, Visor, 1994, Premios Loewe y Nacional de Literatura.
- Quedarse sin ciudad, Palma de Mallorca, Monograma, 1994.
- Completamente viernes, Barcelona, Tusquets, 1998.
- La intimidad de la serpiente, Barcelona, Tusquets, 2003, Premio Nacional de la Crítica.
- Vista cansada, Madrid, Visor, 2008.
- Un invierno propio, Madrid, Visor, 2011.
- Balada en la muerte de la poesía, Madrid, Visor, 2016.
- A puerta cerrada, Madrid, Visor, 2017.
- No puedes ser así. Breve historia del mundo, Madrid, Visor, 2021.
- Un año y tres meses, Barcelona, Tusquets, 2022.

Ensayos y colecciones de artículos (selección)
- Poesía, cuartel de invierno, 1987, 1988, Barcelona, Seix Barral, 2002.
- La puerta de la calle, Pre-Textos, Valencia, 1997.
- La casa del jacobino, Hiperión, Madrid, 2003.
- Almanaque de fabulador, Tusquets, Barcelona, 2003.
- Confesiones poéticas, Granada, Diputación Provincial, 1993.
- El realismo singular, Bilbao, Los Libros de Hermes, 1993.
- Aguas territoriales, Valencia, Pre-Textos, 1996.
- El sexto día. Historia íntima de la poesía española, Madrid, Debate,2000.
- Lecciones de poesía para niños inquietos, Granada, Comares, 2000.
- Gigante y extraño. Las Rimas de Gustavo Adolfo Bécquer, Barcelona, Tusquets, 2001.
- Inquietudes bárbaras, Barcelona, Anagrama, 2008.
- Un velero bergantín, Madrid, Visor, 2014.
- Un lector llamado Federico García Lorca, Madrid, Taurus, 2016.
- Las palabras rotas, Madrid, Alfaguara, 2019.
- Prometeo, Madrid, Alfaguara, 2022.
- Más flexibles que el mar son las palabras, Madrid, Instituto Cervantes, 2023.
- La realidad de una esperanza. Galdós, la memoria y la poesía, Madrid, Visor, 2023.

Narrativa
- Luna en el sur, Sevilla, Renacimiento, 1992, libro de evocaciones narrativas sobre su infancia.
- La mudanza de Adán, Madrid, Anaya, 2002, cuento juvenil.
- Mañana no será lo que Dios quiera, Madrid, Alfaguara, 2009, Premio del Gremio de Libreros al Mejor libro de 2009, biografía del poeta Ángel González (1925-2008).
- Una forma de resistencia, Madrid, Alfaguara, 2012.
- No me cuentes tu vida, Barcelona, Planeta, 2012, reflexión sobre la historia reciente de España, a través de tres generaciones.
- Alguien dice tu nombre, Madrid, Alfaguara, 2013.

## Premios
- 1980: Premio Federico García Lorca. Universidad de Granada.
- 1982: Premio Adonáis de Poesía por El jardín extranjero.
- 1994: Premio Loewe por Habitaciones separadas.
- 1995: Premio Nacional de Poesía por Habitaciones separadas.
- 2002: Medalla de Andalucía.
- 2003: Premio Nacional de la Crítica por La intimidad de la serpiente.
- 2009: Premio Andalucía de la Crítica por Vista cansada.
- 2009: Premio del Gremio de Libreros de Madrid por Mañana no será lo que dios quiera.
- 2010: Premio Poetas del Mundo Latino por su trayectoria.[1]
- 2017: Hijo Predilecto de Andalucía.
- 2017: Premio Ramón López Velarde.
- 2018: Premio Paralelo O. Ecuador.
- 2020: Premio Montale Fuori di Casa.
- 2020: Premio Carlo Betocchi
- 2022: Honoris causa por Universidad Nacional de San Agustín de Arequipa
- 2022: Honoris causa por Universidad Ricardo Palma de Lima.
- 2022: Premio CEGAL. Librerías de España por Un año y tres meses.
- 2023: Premio Poeta de América Carlos Pellicer.
- 2023: Honoris causa por Ponificia Universidad Católica de Valparaíso
- 2023: Premio alma mater. Violani Landi. Universidad de Bolonia.
- 2023: Premio de la Crítica de Madrid de poesía por Un año y tres meses.
- 2024: Reconocimiento Figura Excelsa Letras de la Humanidad. Cámara de Diputados. México.
- 2024: Honoris causa Universidad Nacional de Córdoba Argentina.
- 2024: Premio Antorcha de Honor a la trayectoria Literaria. Fundación Manuel Alcántara.
- 2024: Premio Carlos Fuentes.
- 2024: Honoris causa Universidad de Colima.
- 2024: Premio-Taller de Poesía Pedro Salinas de la UIMP.
- 2024: Premio ELLE X HOPE.
- 2024: Premio Nuevo Siglo de Oro, Círculo de Poesía, México.
- 2024: Hijo Adoptivo de Cádiz.
- 2025: Premio Internacional Dulce María Loynaz, Unión de Escritores y Artistas Cubanos.
- 2025: Medalla de honor de la Universitat Jaume I.
- 2025: Premio Blanco, Negro y Magenta.
- 2025: Honoris causa por Universidad de La Habana
- 2025: Presea poética Ignacio Rodríguez Galván de Tizayuca, Hidalgo, México.

## Entrevistas y reportajes sobre Luis García Montero
- «Entrevista radiofónica». Señales de Humo. 17 de junio de 2007. Archivado desde el original el 29 de julio de 2013. Consultado el 8 de noviembre de 2017.
- Rojo, Miguel Ángel (25 de junio de 2008). «Luis García Montero, poeta: "He creído en ideas que hoy veo un poco encogidas"». El Correo.
- Marín Abeytua, Diego (25 de junio de 2008). «Luis García Montero: "No me gustaría dejar de escribir a los 50"». La Rioja. Archivado desde el original el 6 de marzo de 2016. Consultado el 8 de abril de 2018.
- Abril, Juan Carlos; Candel Vila, Xelo, ed. (2009). El romántico ilustrado. Imágenes de Luis García Montero. Sevilla: Renacimiento.
- «Entrevista». Universidad Internacional Menéndez Pelayo. 21 de julio de 2009.
- «Videoentrevista». Espacio de Libros. octubre de 2012. Archivado desde el original el 8 de febrero de 2013. Consultado el 6 de noviembre de 2019.
- Romera Castillo, José (2 de noviembre de 2015). «"Luis García Montero, poeta y escritor"». Sin distancias (RNE-3). Archivado desde el original el 2 de noviembre de 2015.
- Arcaya, Carlos (21 de octubre de 2016). «Luis García Montero: "No le hubiera dado el Nobel a Bob Dylan"». Cadena SER.
- Romera Castillo, José (26 y 28 de julio de 2019). «La escritura de Luis García Montero a examen». UNED (TVE-2). Archivado desde el original el 4 de agosto de 2020. Consultado el 9 de septiembre de 2019.
- Web oficial de la película documental